# خسوف القمر يونيو 2011
| الخسوف الكلي للقمر 15 يونيو 2011                                     | الخسوف الكلي للقمر 15 يونيو 2011 |
| -------------------------------------------------------------------- | -------------------------------- |
| دار السلام، تنزانيا، 19:28 UTC                                       |                                  |
| يمر القمر من اليمين إلى اليسار من خلال ظل الأرض                      |                                  |
| سلسلة (وعضو)                                                         | 130 (34 من 72)                   |
| جاما                                                                 | 0.0897                           |
| المدة (hr: mn: sc)                                                   |                                  |
| الكلية                                                               | 1:40:13                          |
| جزئي                                                                 | 3:39:17                          |
| Penumbral                                                            | 5:36:04                          |
| جهات الاتصال ( UTC )                                                 |                                  |
| P1                                                                   | 17:24:37                         |
| U1                                                                   | 18:22:57                         |
| U2                                                                   | 19:22:29                         |
| أعظم                                                                 | 20:12:36                         |
| U3                                                                   | 21:02:42                         |
| U4                                                                   | 22:02:14                         |
| ص 4                                                                  | 23:00:41                         |
| القمر الحركة الساعية عبر ظل الأرض في كوكبة الحواء (شمال برج العقرب ) |                                  |

حدث خسوف كلي للقمر في 15 يونيو 2011. كان هذا هو الأول من خسوفين من هذا القبيل في عام 2011. الثاني وقع في 10 ديسمبر 2011. في حين أن التأثير المرئي للكسوف الكلي متغير، فقد يكون القمر ملطخًا باللون البرتقالي أو الأحمر الغامق عند حدوث أقصى كسوف.
كان هذا خسوفًا مركزيًا نادرًا نسبيًا للقمر، حيث تمر النقطة المركزية لظل الأرض عبر القمر. كانت آخر مرة كان فيها خسوف للقمر أقرب إلى مركز ظل الأرض في 16 يوليو 2000. كان الخسوف الكلي المركزي التالي للقمر في 27 يوليو 2018 فوق أمريكا الجنوبية، وغرب إفريقيا، وأوروبا، وشرق آسيا.

## الرؤية والمشاهدة

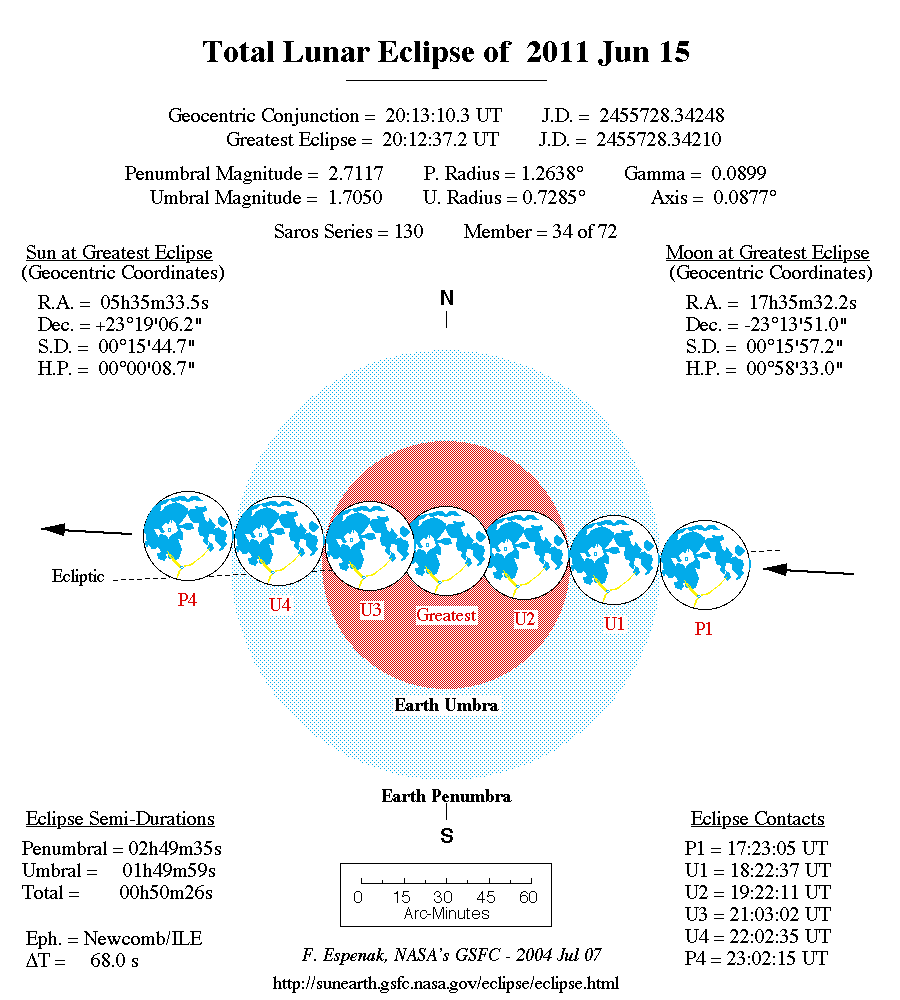
مخطط ناسا للكسوف

في غرب آسيا وأستراليا والفلبين، كان خسوف القمر مرئيًا قبل شروق الشمس مباشرة. كان مرئيًا جدًا في سماء الليل الصافية والغيوم في جميع أنحاء شرق وجنوب شرق آسيا. شهدت إفريقيا وأقصى شرق روسيا وأوروبا الحدث برمته حتى في المراحل المتأخرة (كما في الخسوف الجزئي للقمر). الأمريكتان (بما في ذلك أمريكا الشمالية والشمالية الغربية الجنوبية) فاتها الكسوف تمامًا (باستثناء معظم المناطق) لأنه حدث عند غروب القمر.
| خريطة الرؤية | تُظهر هذه المحاكاة منظر الأرض من القمر في أكبر خسوف. |

## الخسوفات ذات الصلة

### كسوف 2011
- كسوف جزئي للشمس في 4 يناير.
- كسوف جزئي للشمس في الأول من يونيو.
- خسوف كلي للقمر في 15 يونيو.
- كسوف جزئي للشمس في الأول من تموز.
- كسوف جزئي للشمس في 25 نوفمبر.
- خسوف كلي للقمر في 10 ديسمبر.

وقد سبقه الكسوف الجزئي للشمس في 4 يناير 2011، والكسوف الجزئي للشمس في 1 يونيو 2011.

### سلسلة فصل دراسي
هذا الكسوف هو مركز تسعة خسوف للقمر في سلسلة قصيرة العمر. يتكرر كل خسوف في السلسلة بعد فصل دراسي واحد (6 قمعات أو 177 يومًا) يحدث عند العقد المتناوبة.

### دورة نصف ساروس
سوف يسبق خسوف القمر خسوف الشمس ويتبعه 9 سنوات و 5.5 أيام ( نصف ساروس ). يرتبط خسوف القمر هذا بخسوفين حلقيين للشمس من سولار ساروس 137.

## روابط خارجية
- بث مباشر على شبكة الإنترنت لخسوف القمر في 15 يونيو 2011، جامعة العلوم التطبيقية أوفنبورغ / ألمانيا
- بث مباشر مجاني لخسوف القمر وتجارب عملية على خسوف القمر: 2011-06-15 نسخة محفوظة 29 يونيو 2011 على موقع واي باك مشين.
- البث المباشر للكسوف على الويب، مجموعة سيكلوب / الجامعة التقنية بمدريد
- البث المباشر للكسوف على الويب، رابطة مراقبي السماء في شمال البنغال
- كسوف الناسك: 2011-06-15
- ناسا: خسوف القمر: الماضي والمستقبل
  - فهرس لخمسة آلاف من خسوف القمر، 1999 إلى +3000 (2000 قبل الميلاد إلى 3000 م)
    - الكسوف: من 2001 إلى 2100[وصلة مكسورة]
- بث مباشر على شبكة الإنترنت بواسطة Tübitak نسخة محفوظة 28 أغسطس 2011 على موقع واي باك مشين. - المرصد الوطني التركي
- بث مباشر عبر الويب من SLOOH Space Camera و Google Earth. يتم أيضًا دمج مراحل الكسوف في رسومات شعار Google المبتكرة التي تعمل أثناء الكسوف.